# Plymouth Raiders
Die Plymouth Raiders (offiziell: UCP Marjon Plymouth Raiders) sind eine professionelle Basketballmannschaft aus Plymouth in England. Unter dem Namen Raiders spielt die Mannschaft seit 1983, nachdem zuvor bereits mit Plymouth Panasonic und den Plymouth Kanaries Mannschaften in Plymouth existierten. Nachdem die Mannschaft zunächst in der „National Basketball League“ (NBL) und dessen Nachfolger „English Basketball League“ (EBL) gespielt hatte, trat sie 2004 der geschlossenen Profiliga British Basketball League (BBL) bei. Dort war ihr größter Erfolg 2007 der Gewinn des Ligapokals BBL Trophy. Der offizielle Name der Raiders ergibt sich durch die Unterstützung des University College Plymouth St Mark & St John, das abgekürzt als UCP Marjon bezeichnet wird.

## Geschichte

### Start im Mayflower Centre (1983 bis 1996)
In der Saison 1979/80 nahm eine Mannschaft unter dem Namen Plymouth Panasonic am Ligabetrieb der NBL teil. Man erreichte in der zweiten Division der NBL nach nur drei Saisonsiegen den siebten und vorletzten Platz unter acht Mannschaften. Nachdem man nicht genug finanzielle Mittel für den weiteren nationalen Ligabetrieb auftrieb, trat man anschließend unter dem Namen Plymouth Kanaries wieder in regionalen Wettbewerben an. Drei Jahre später fand man genügend Unterstützer, um nun als Plymouth Raiders in die zweite Division zurückzukehren und trug seine Heimspiele im Mayflower Centre aus. Dort platzierte man sich in den folgenden vier Spielzeiten jeweils im unteren Tabellendrittel.
Zur Spielzeit 1987/88 wurde die geschlossene Profiliga BBL eingeführt und die zweite Division der NBL wurde zur ersten Division hochgestuft. Nach einem neuen Sponsorendeal hatte man genügend finanzielle Mittel, um eine spielstarke Mannschaft zusammenzustellen, und gewann zwei Drittel der Saisonspiele, so dass man auf dem vierten Abschlussplatz erstmals eine positive Saisonbilanz aufwies. Dies reichte zur Qualifikation für die Play-offs der „Division One“, in der man im Viertelfinale bereits ausschied. In der folgenden Saison erreichte man einen sechsten Platz und schied erneut im Viertelfinale aus. In den folgenden Spielzeiten rutschte man wieder auf Abschlussplatzierungen im unteren Tabellendrittel bis auf die Saison 1991/92, in der man nach dem sechsten Platz in der regulären Saison erstmals bis ins Halbfinale der Play-offs vorstieß. In der Saison 1993/94 erreichte man das Finalspiel der National Trophy, das mit zwei Punkten Unterschied gegen die Sheffield Sharks verloren ging.

### NBL in der Pavilions Arena (1996 bis 2004)
1996 erfolgte der Umzug der Raiders aus dem Mayflower Centre in die Pavilions Arena und nun stellten sich auch Erfolge ein, zumal man sich eines größeren Zuschauerzuspruchs in der neuen Heimspielstätte erfreuen konnte. In der Meisterschaft der NBL Division One erreichte man den zweiten Platz sowie das Finale in der National Trophy, die man auch in den folgenden beiden Spielzeiten erreichte. In den Play-offs der Saison 1996/97 erreichte man erstmals das Finale, das man gegen die Ware Rebels gewann und den ersten Titelgewinn für den Verein erreichte. In der folgenden Saison verlor man jedoch als Titelverteidiger das Finalspiel gegen den Hauptrundenersten Richmond Jaguars, gegen die auch das Finale der National Trophy verloren ging. 1999 erreichte man zum dritten Mal in Folge das Finalspiel und gewann es gegen die Teesside Mohawks aus Middlesbrough, gegen die man das Finale der National Trophy knapp mit einem Punkt verloren hatte.
In der folgenden Saison 1999/2000 konnten die Raiders das Niveau nicht halten und schieden als Tabellenvierter in der ersten Runde der Play-offs aus. Anschließend wurde die NBL in Conferences aufgeteilt und die Raiders erreichten den ersten Platz in der Conference South bei nur zwei Niederlagen mit der besten Bilanz aller Mannschaften der NBL Division One. Im Finale der Play-offs schlug man wie 1997 im ersten Play-off-Finale der Raiders erneut die Ware Rebels, die nun als Worthing Thunder in West Sussex spielten. In den folgenden beiden Spielzeiten hatte man hinter den Teesside Mohawks die zweitbeste Saisonbilanz aller Mannschaften der Division One, schied aber jeweils vor Erreichen des Play-off-Finalspiels aus. Mit der Saison 2003/04 wurde die English Basketball League eingeführt, die die NBL ablöste. Der Pokalwettbewerb National Cup wurde nun ohne Beteiligung der BBL-Klubs ausgespielt und die Raiders gewannen das Finalspiel gegen die Mohawks. Auch in der Liga belegte man nach Abschluss der regulären Saison den ersten Platz, doch in den Play-offs verlor man das Finale gegen Titelverteidiger Mohawks, die den Titel zum dritten Mal in Folge gewannen.

### Raiders in der BBL (seit 2004)
2004 erreichten die Raiders die Aufnahme in die geschlossene Profiliga BBL als erste Mannschaft nach sechs Jahren. In ihrer Premierensaison landeten sie auf dem neunten und drittletzten Tabellenplatz und verpassten dabei eine Play-off-Teilnahme. Auch in der folgenden Saison verpasste man die Play-offs-Teilnahme, diesmal wurde man, nur um einen Sieg vom achten Platz entfernt, Zehnter und Vorletzter. Die Play-off-Finalrunde erreichte man dann als Fünfter in der Saison 2006/07. Zuvor hatte man im ursprünglichen Ligapokal BBL Trophy, der seit Einführung der EBL auch mit Beteiligung der besten EBL-Mannschaften ausgespielt wurde, jedoch den ersten Titel seit Aufnahme in die BBL gewonnen, als man im Finale den Meister Newcastle Eagles schlug, der die Trophy zuvor zweimal gewonnen hatte. In den Play-offs der BBL verlor man jedoch in der ersten Runde gegen die Scottish Rocks.
In der BBL-Saison 2007/08 erreichte man nach der regulären Saison den dritten Platz und konnte in den Play-offs auch ins Halbfinale einziehen, das gegen die Guildford Heat verloren ging, die später auch den Titel gewannen. Im kleinen Finale um den dritten Platz schaffte man mit einem Sieg gegen Titelverteidiger Newcastle Eagles auf dem dritten Platz doch noch einen erfolgreichen Saisonabschluss. Im BBL Cup erreichte man 2008 auch in diesem Wettbewerb erstmals den Einzug ins Finale, in dem man jedoch von den Everton Tigers mit 49:103 „demontiert“ wurde. In der Liga wurde man Fünfter, doch man gewann in der ersten Play-off-Runde gegen Titelverteidiger Guildford Heat, verlor aber im Halbfinale gegen den späteren Titelgewinner Newcastle Eagles. In der folgenden Spielzeit 2009/10 musste man jedoch durch den Ausfall von Sponsoren den Etat reduzieren und beendete die Saison erstmals seit 2005 wieder mit einer negativen Saisonbilanz, womit man sich auf dem zehnten Platz in der Abschlusstabelle auch nicht für die Finalrunde qualifizieren konnte.
In der Saison 2010/11 übernahm der ehemalige Spieler Gavin Love das Traineramt und konnte den Deutsch-Amerikaner Cody Töpper verpflichten, der zuvor in der deutschen Basketball-Bundesliga gespielt hatte, aber anschließend nur zehn Spiele für die Raiders absolvierte. Man schaffte trotzdem den sofortigen „Turnaround“ und als Tabellenfünfter war man wieder in den Play-offs vertreten, die jedoch mit einer Erstrundenniederlage frühzeitig endeten. In der folgenden Spielzeit 2011/12 war man als Vierter am Saisonende mit neun Saisonniederlagen nur zwei Niederlagen schlechter als der Tabellenerste Newcastle Eagles. Diese konnten auch jeweils die Finalspiele im BBL Cup sowie in der BBL Trophy gegen die Raiders für sich entscheiden. Die Play-offs endeten in der ersten Runde für die Raiders jedoch enttäuschend, als man nach einer Niederlage mit 20 Punkten Differenz im Rückspiel gegen die Glasgow Rocks sofort ausschied. Als Sechster der Saison 2012/13 verpasste man eine gute Ausgangsposition für die Play-offs, doch in der ersten Runde konnte man sich gegen die Glasgow Rocks für die bittere Enttäuschung der Vorsaison revanchieren und gewann Hin- und Rückspiel. Im Halbfinale verlor man dann aber auch beide Spiele gegen den späteren Titelgewinner Leicester Riders.